# Chrysoecia scira
Chrysoecia scira là một loài bướm đêm trong họ Noctuidae.